# Andrew Lambrou
Andrew Lambrou (Grieks: Άντριου Λάμπρου, Sydney, 25 mei 1998) is een Australische zanger. Zijn ouders zijn van Grieks-Cypriotische komaf.

## Beginjaren
Lambrou werd in 1998 geboren in Grieks-Cypriotische familie. Hij leerde pianospelen op de AMS Music School. Toen hij 5 jaar oud was organiseerde zijn school een eisteddfod, die hij won met het liedje Do-Re-Mi uit The Sound of Music.

## Carrière

### Eurovisiesongfestival
In 2022 deed hij mee aan Eurovision - Australia Decides, de nationale preselectie van zijn geboorteland. In de finale haalde zijn liedje Electrify 51 punten, waarmee het op de 7de plaats eindigde. Op 17 oktober 2022 werd Lambrou aangekondigd als de Cypriotische deelnemer op het Eurovisiesongfestival 2023, dat gehouden zal worden in de Engelse stad Liverpool.

## Discografie

### Singles
| Titel      | Jaar | Album                |
| ---------- | ---- | -------------------- |
| Throne     | 2021 | Single niet op album |
| Lemonade   | 2021 | Single niet op album |
| Confidence | 2021 | Single niet op album |
| Electrify  | 2022 | Single niet op album |

1981: Island · 
1982: Anna Vissi · 
1983: Stavros & Konstandina · 
1984: Andy Paul · 
1985: Lia Vissi · 
1986: Elpida · 
1987: Alexia · 
1989: Fani Polymeri & Yiannis Savvidakis · 
1990: Haris Anastasiou · 
1991: Elena Patroklou · 
1992: Evridiki · 
1993: Zimboulakis & Van Beke · 
1994: Evridiki · 
1995: Alexandros Panayi · 
1996: Constantinos Christoforou · 
1997: Hara & Andreas Konstantinou · 
1998: Michalis Hatzigiannis · 
1999: Marlain · 
2000: Voice · 
2002: One · 
2003: Stelios Konstantas · 
2004: Lisa Andreas · 
2005: Constantinos Christoforou · 
2006: Annet Artani · 
2007: Evridiki · 
2008: Evdokia Kadi · 
2009: Christina Metaxa · 
2010: Jon Lilygreen & The Islanders · 
2011: Christos Mylordos · 
2012: Ivi Adamou · 
2013: Despina Olympiou · 
2015: Giannis Karagiannis · 
2016: Minus One · 
2017: Hovig · 
2018: Eleni Foureira · 
2019: Tamta · 
2021: Elena Tsagrinou · 
2022: Andromache · 
2023: Andrew Lambrou · 
2024: Silia Kapsis · 
2025: Theo Evan